# Borysowe Lady
Borysowe Lady (biał. Барысавы Ляды; ros. Борисовы Ляды, Borisowy Lady) – dawny chutor na Białorusi, w obwodzie witebskim, w rejonie głębockim, w sielsowiecie Głębokie.

## Historia
W dwudziestoleciu międzywojennym zaścianek leżał w Polsce, w województwie wileńskim, w powiecie dziśnieńskim, do 11 kwietnia 1929 w gminie Dokszyce, następnie w gminie Hołubicze.
Według Powszechnego Spisu Ludności z 1921 roku zamieszkiwało tu 5 osób, wszystkie były wyznania rzymskokatolickiego i zadeklarowały polską przynależność narodową. Był tu 1 budynek mieszkalny. W 1931 był tu jeden niezamieszkany dom.
Miejscowość należała do parafii rzymskokatolickiej w Dokszycach. Podlegała pod Sąd Grodzki w Głębokiem i Okręgowy w Wilnie; właściwy urząd pocztowy mieścił się w Tumiłowiczach.
W okresie radzieckim miejscowość miała status chutoru. Została zlikwidowana w 1971 roku.